# Bloch MB.200
Bloch MB.200 – francuski czteroosobowy bombowiec produkowany w latach 30. XX wieku. Wyprodukowano 332 maszyny.

## Historia

Silnik Walter Mistral K-14 eksponowany w MLP w Krakowie

Prototyp oblatano 17 czerwca 1933 roku. Francuskie Siły Powietrzne zamówiły 208 maszyn, które na stan dywizjonów zostały wprowadzane do 1935 roku.
W Czechosłowacji MB.200 był budowany na licencji od 1937 roku przez wytwórnie Aero i Avia jako Aero MB-200 i Avia MB.200 dla Czechosłowackich Sił Powietrznych, gdzie planowano wybudować 74 egzemplarze. Niemcy po zajęciu Czechosłowacji w 1939 roku przejęli 67 maszyn. Dalsze cztery były w budowie. Od 1940 roku maszyny te były złomowane w Ołomuńcu. Jednak ostatni lot datuje się na 6 marca 1941 roku.

## Użycie bojowe
MB.200 na początku II wojny światowej były technicznie przestarzałe i przed niemiecką ofensywą z 1940 zostały wycofane z pola walki.
Po przegranej kampanii samoloty dostały się w ręce Niemców, gdzie były używane jako samoloty łącznikowe i szkolne. Były także używane przez niektóre inne państwa osi (Bułgaria i Słowacja) do walk z Armią Czerwoną.
Niektóre egzemplarze trafiły do sił powietrznych Vichy.

## Literatura
- Dominique Breffort, André Jouineau, Alan McKay, French Aircraft from 1939 to 1942 Volume 1: From ANF to Curtiss, Histoire & Collections
- Enzo Angelucci, World Encyclopedia of Military Aircraft. London, Jane's Publishing, 1981
- Kenneth Munson, Die Weltkrieg II-Flugzeuge, Motorbuch-Verlag, Stuttgart 1999
- Michael J.H. Taylor, Warplanes of the World 1918-1939 London:Ian Allen, 1981